# Pentila mariana
Pentila mariana är en fjärilsart som beskrevs av Suffert 1904. Pentila mariana ingår i släktet Pentila och familjen juvelvingar. Inga underarter finns listade i Catalogue of Life.